# Etaper i Vuelta a España 2008
Etaper i Vuelta a España 2008 – resultater og sammenlagtplacering.

## Etaper

### 1. etape:Granada– Granada, 7 km (TTT)
30-08-2008
|   | Hold               | Tid    |
| - | ------------------ | ------ |
| 1 | Liquigas           | 08.21  |
| 2 | Euskaltel-Euskadi  | + 0.08 |
| 3 | Caisse d'Epargne   | + 0.09 |
| 4 | Quick Step         | + 0.10 |
| 5 | Team CSC-Saxo Bank | + 0.11 |

|   | Rytter             | Hold     | Tid    |
| - | ------------------ | -------- | ------ |
| 1 | Filippo Pozzato    | Liquigas | 08.21  |
| 2 | Valerio Agnoli     | Liquigas | + 0.00 |
| 3 | Manuel Quinziato   | Liquigas | + 0.00 |
| 4 | Daniele Bennati    | Liquigas | + 0.00 |
| 5 | Alessandro Vanotti | Liquigas | + 0.00 |

### 2. etape: Granada –Jaén, 167 km
31-08-2008
|   | Rytter             | Hold             | Tid     |
| - | ------------------ | ---------------- | ------- |
| 1 | Alejandro Valverde | Caisse d'Epargne | 4:23.00 |
| 2 | Davide Rebellin    | Gerolsteiner     | + 0.02  |
| 3 | Alessandro Ballan  | Lampre           | s.t.    |
| 4 | Greg Van Avermaet  | Silence-Lotto    | s.t.    |
| 5 | Filippo Pozzato    | Liquigas         | s.t.    |

|   | Rytter             | Hold              | Tid     |
| - | ------------------ | ----------------- | ------- |
| 1 | Alejandro Valverde | Caisse d'Epargne  | 4:31.10 |
| 2 | Filippo Pozzato    | Liquigas          | + 0.13  |
| 3 | Daniele Bennati    | Liquigas          | s.t.    |
| 4 | Egoi Martinez      | Euskaltel-Euskadi | + 0.15  |
| 5 | Iñigo Landaluze    | Euskaltel-Euskadi | + 0.19  |

### 3. etape: Jaén –Córdoba, 165 km
01-09-2008
|   | Rytter          | Hold              | Tid     |
| - | --------------- | ----------------- | ------- |
| 1 | Tom Boonen      | Quick Step        | 4:25.24 |
| 2 | Daniele Bennati | Liquigas          | + 0.00  |
| 3 | Erik Zabel      | Team Milram       | + 0.00  |
| 4 | Koldo Fernandez | Euskaltel-Euskadi | + 0.00  |
| 5 | Nicolas Roche   | Crédit Agricole   | + 0.00  |

|   | Rytter             | Hold              | Tid     |
| - | ------------------ | ----------------- | ------- |
| 1 | Daniele Bennati    | Liquigas          | 8:56.27 |
| 2 | Alejandro Valverde | Caisse d'Epargne  | + 0.07  |
| 3 | Tom Boonen         | Quick Step        | + 0.10  |
| 4 | Filippo Pozzato    | Liquigas          | + 0.20  |
| 5 | Egoi Martinez      | Euskaltel-Euskadi | + 0.22  |

### 4. etape: Córdoba –Puertollano, 153 km
02-09-2008
|   | Rytter            | Hold              | Tid     |
| - | ----------------- | ----------------- | ------- |
| 1 | Daniele Bennati   | Liquigas          | 4:27.54 |
| 2 | Tom Boonen        | Quick Step        | + 0.00  |
| 3 | Koldo Fernández   | Euskaltel-Euskadi | + 0.00  |
| 4 | Danilo Napolitano | Lampre            | + 0.00  |
| 5 | Erik Zabel        | Team Milram       | + 0.00  |

|   | Rytter             | Hold              | Tid      |
| - | ------------------ | ----------------- | -------- |
| 1 | Daniele Bennati    | Liquigas          | 13:23.57 |
| 2 | Tom Boonen         | Quick Step        | + 0.22   |
| 3 | Alejandro Valverde | Caisse d'Epargne  | + 0.48   |
| 4 | Erik Zabel         | Team Milram       | + 0.51   |
| 5 | Igor Antón         | Euskaltel-Euskadi | + 0.59   |

### 5. etape:Ciudad Real– Ciudad Real, 40 km (ITT)
03-09-2008

### 6. etape: Ciudad Real –Toledo, 162 km
04-09-2008

### 7. etape:Barbastro–Andorra(Naturlandia – La Rabassa), 224 km
06-09-2008

### 8. etape: Andorra (Escaldes – Engordany) –Pla de Beret, 160 km
07-09-2008

### 9. etape:Viella–Sabiñánigo, 198 km
08-09-2008

### 10. etape: Sabiñánigo –Zaragoza, 173 km
09-09-2008

### 11. etape:Calahorra–Burgos, 178 km
10-09-2008

### 12. etape: Burgos –Suances, 180 km
11-09-2008

### 13. etape:San Vicente de la B.–Alto de l'Angliru, 199 km
13-09-2008

### 14. etape:Oviedo–E. E. Fuentes de Invierno, 158 km
14-09-2008

### 15. etape:Cudillero–Ponferrada, 198 km
15-09-2008

### 16. etape: Ponferrada –Zamora, 185 km
16-09-2008

### 17. etape: Zamora –Valladolid, 160 km
17-09-2008

### 18. etape: Valladolid –Las Rozas, 179 km
18-09-2008

### 19. etape: Las Rozas –Segovia, 161 km
19-09-2008

### 20. etape:La Granja de S. I.–Alto de Navacerrada, 16 km (ITT)
20-09-2008

### 21. etape:S. Sebastián de los Reyes–Madrid, 110 km
21-09-2008

## Eksterne links
- Vuelta a España – officiel website Arkiveret 19. januar 2012 hos  Wayback Machine